# 陸爾熙
陸爾熙（？年—？年），字廣敷。江蘇省常州府陽湖縣（今屬常州市武進區）人，清朝政治人物。

## 經歷
咸豐二年（1852年）壬子鄉試舉人。
同治二年（1863年）癸亥恩科第二甲第五十七名進士出身。選翰林院庶吉士。
四年（1865年）四月二十八日散館，授翰林院編修。充國史館纂修官。
九年（1870年）六月，以編修充庚午陝西鄉試正考官，副考官為三品銜國子監司業孫詒經。按舊例，司業偕同編修、檢討出試差多為正考官，陸爾熙以編修典試而司業為副考官乃異數。後記名以監察御史補用。
陸爾熙沉靜木訥，不通聲氣；居於京師，教授學徒維生，門人多有顯貴之人。陸爾熙文章結構精密，不苟下一字。病卒於編修任上。